# Sichere mobile Kommunikation
Sichere mobile Kommunikation (meist als SiMKo abgekürzt) ist eine vom deutschen Bundesamt für Sicherheit in der Informationstechnik (BSI) empfohlene Lösung zur sicheren mobilen Kommunikation via Mobiltelefon. Seit 2010 werden zu diesem Zweck meistens Smartphones genutzt. Die SiMKo-Telefone gehören in die Klasse der Krypto-Handys.
Entwickelt wurde die Verschlüsselungstechnik SiMKo von T-Systems.

## SiMKo-Versionen

### SiMKo
Der Prototyp wurde im Frühjahr 2007 von T-Systems auf der CeBIT vorgestellt und sollte eine Alternative zu Blackberry darstellen. Da das Bundesministerium des Innern (BMI) auf technische Mängel hinwies und die hohen Sicherheitsanforderungen noch nicht vollständig erfüllt wurden, wurde die Entwicklungszeit bis Ende 2007 verlängert.

### SiMKo 2
Das Beschaffungsamt des Bundesministeriums des Innern schloss 2009/2010 mit T-Systems einen Rahmenvertrag.
Neben Sprachverschlüsselung verfügt SiMKo 2 über ein personengebundenes Sicherheitskonzept für den E-Mail-Verkehr. Es beruht auf dem S/MIME-Standard für die Verschlüsselung und elektronische Signatur. Zusammen mit dem IT-Sicherheitsunternehmen Certgate und VPN-Anbieter NCP werden die SiMKo2-Geräte an „rund 350 Organisationen des Bundes“ geliefert.
Seit 2010 gibt es vier speziell modifizierte HTC-Smartphone-Modelle (darunter unter anderem: HTC Touch Pro2, HTC HD2 und HTC Snap), welche mit dem Betriebssystem Microsoft Windows Mobile laufen. Das BSI sprach „für die Smartphones die ‚spezifische Einsatzempfehlung‘“ für die Geheimhaltungsstufe „Verschlusssache – Nur für den Dienstgebrauch“ (VS-NfD) aus.

### SiMKo 3
SiMKo3 wurde auf der CeBIT 2012 vorgestellt und stellt eine Erweiterung von Simko2 dar. In der Vorversion SiMKo2 waren nur geschäftliche Anwendungen möglich, mit SiMKo3 können auf dem Smartphone private Anwendungen in einem abgetrennten Modus benutzt werden. In diesem Modus funktionieren+ die Kamera und der WLAN-Zugriff.
Auf den handelsüblichen Android-Smartphones von Samsung (Samsung Galaxy S II und Samsung Galaxy S III) wurde die ursprüngliche Software entfernt. Ein Spin-off der Telekom Innovation Laboratories (T-Labs), die Trust2Core GmbH, ersetzte die Software durch ein Mikrokernel-System, welches als Virtualisierungsschicht dient. Dieses erlaubt es, gleich mehrere Betriebssysteme nebeneinander und unter Echtzeitbedingungen laufen zu lassen, wobei das Konzept der Multiple Independent Levels of Security (MILS) verwendet wird. SiMKo3 wurde auch für den Einsatz auf Tablet-Computern entwickelt. Basis war ein Samsung Galaxy Tab 10.1, bei dem weitgehend die gleichen Komponenten wie beim Galaxy S III verbaut sind. Der Preis für ein solches Smartphone beginnt bei 1700 Euro. Am 9. September 2013 wurde bekannt gegeben, dass SiMKo3 die BSI-Zulassung erhalten hat. Im Oktober 2014 bestätigte die Deutsche Telekom, dass die Entwicklung des SiMKo 3 auf Eis gelegt wurde.